# Gave It All Away
"Gave It All Away"는 미카가 쓰고 보이존이 부른 곡이다. 이 곡은 2010년 3월 1일 발매된 보이존의 4번째 정규 앨범 Brother의 리드 싱글이었다. 그들은 이 곡을 원래 그들의 컴백 싱글에 넣으려고 했으나 미카가 그를 허락하지 않았다. 로넌 키팅과 스티븐 게이틀리가 이 곡의 리드 보컬을 맡았다. 게이틀리가 죽은 후에 미카는 그 곡이 그를 위한 헌정 앨범으로 발매되도록 허락했다. 그는 말했다. "나는 스티븐의 부고에 충격을 받았고 슬퍼졌다. 그는 그의 음악과 그의 훌륭한 인격으로 아주 많은 사람들의 삶에 감동을 주었다. 그가 내 노래를 부르는 걸 듣게 되어 영광이다. 나머지 밴드멤버들도 다 잘 되길 바란다. 이 곡이 아주 자랑스럽고 그들의 버전도 아주 자랑스럽다." 이 곡은 2010년 1월 17일 키팅의 라디오 쇼에서 처음 방송되었다.

## 곡 목록
- Digital download[4]

1. "Gave It All Away" - 4:30
2. "Gave It All Away" (Music Video) - 3:47

- CD single[5]

1. "Gave It All Away" – 4:30
2. "I Love The Way You Love Me" (Live on The Reunion Tour) – 4:01

## 차트 성과
보이존의 이전 음반들의 실망스런 차트 순위들과 달리 이전에 녹음된 새 음반 (Love You Anyway and Better)Gave It All Away는 Jedward의 Under Pressure (Ice Ice Baby)를 탑에서 밀어내고 아일랜드 차트에서 1위를 차지했다.
2010년 3월 7일 "Gave It All Away"는 영국 싱글 차트에서 9위로 데뷔했고, 보이존의 18번째 영국 탑 10 힛이 되었다. 하지만 이 싱글은 한 주 동안만 탑 10 안에 들었으며, 다음 주에는 20위로 떨어졌다. 셋째 주에는 29위로 떨어졌다. 하지만 주중 세일에 따르면, "Gave It All Away"은 Boyzone: Stephen Gately Tribute performance에서의 퍼포먼스 후 영국 탑 10으로 다시 치솟아 올랐다.
| 차트 (2010)        | 최고 순위 |
| ------------------ | --------- |
| 아일랜드 싱글 차트 | 1         |
| 영국 싱글 차트     | 9         |

## 참고
1. ↑  BBC News - Boyzone to release a new song featuring Stephen Gately
2. ↑  Gave It All Away Songfacts
3. ↑  www.bbc.co.uk/radio2
4. ↑  iTunes - Music Videos - Gave It All Away by Boyzone
5. ↑  Gave It All Away: Amazon.co.uk: Music
6. ↑  “보이존의 가장 슬픈 싱글이 아일랜드 차트 탑을 차지하다.”.